# Francisco Millán Mon
Francisco José Millán Mon (ur. 8 marca 1955 w Pontevedrze) – hiszpański dyplomata, urzędnik państwowy, poseł do Parlamentu Europejskiego VII, VIII, IX i X kadencji.

## Życiorys
Z wykształcenia prawnik, ukończył studia na Uniwersytecie w Santiago de Compostela. W 1979 został absolwentem studiów międzynarodowych w szkole dyplomacji w Madrycie. Od 1980 pozostawał urzędnikiem Ministerstwa Spraw Zagranicznych. Pełnił funkcję doradcy ds. prawa międzynarodowego, a w latach 1984–1987 pierwszego sekretarza ambasady hiszpańskiej w Bonn. Następnie do 1993 pracował w resorcie w kraju w gabinecie sekretarza generalnego ds. polityki zagranicznej i jako dyrektor gabinetu sekretarza generalnego ds. relacji z Wspólnotami Europejskimi. W okresie 1993–1996 był pierwszym konsulem w ambasadzie w Rabacie. Po powrocie z placówki do 2000 stał w MSZ na czele departamentów europejskich. Później do 2003 był doradcą pierwszego wicepremiera.
W wyborach europejskich w 2009 z listy Partii Ludowej uzyskał mandat deputowanego do Parlamentu Europejskiego. Został członkiem grupy Europejskiej Partii Ludowej, a także Komisji Spraw zagranicznych. W 2014, 2019 i 2024 uzyskiwał reelekcje na kolejne kadencje Europarlamentu.